# Louis-Henri de Baugy
Louis-Henri, chevalier de Baugy (décédé en 1720) fut membre d'une famille noble de France, et arriva en Nouvelle-France comme membre du groupe de Joseph-Antoine de La Barre, qui fut envoyé pour remplacer Buade de Frontenac comme Gouverneur de la Nouvelle-France.
Chevalier de Baugy arriva à Québec en 1682 et s'impliqua dans le marché de la fourrure dans la région des Grands Lacs; mettant fin à la position dominante du Cavelier de La Salle dans cette région. Sous l'autorité de La Barre, de Baugy prit le contrôle du Fort Saint-Louis-des-Illinois sur la rivière Illinois de Henri de Tonti en 1683. En février, 1684, le fort fut assiégé par 500 Iroquois pour huit jours. Malgré le manque de munitions et de provisions, les défenseurs ont soutenu trois assauts, et les Iroquois furent forcés à abandonner leurs attaques et se replier. En 1685, La Salle fut redonné le contrôle du Fort Saint Louis par le roi de France. De Baugy prit donc part à une dernière campagne au Canada en 1687 contre les Senecas, et en 1689 quitta de bon pour la France et ne revint pas.